# 1582 Martir
1582 Martir (1950 LY) là một tiểu hành tinh vành đai chính được phát hiện ngày 15 tháng 6 năm 1950 bởi Miguel Itzigsohn ở La Plata.